# NGC 4301
NGC 4301 (другие обозначения — NGC 4303A, IRAS12198+0450, UGC 7439, ZWG 42.53, MCG 1-32-27, VCC 552, PGC 40087) — спиральная галактика с перемычкой (SBc) в созвездии Дева.
Этот объект занесён в новый общий каталог несколько раз, с обозначениями NGC 4301, NGC 4303A.
Этот объект входит в число перечисленных в оригинальной редакции «Нового общего каталога».